# Pärnu
Pärnu (Pernau in tedesco; Parnawa in polacco; Пернов, Pernov in russo) è una città dell'Estonia meridionale, capoluogo della contea di Pärnumaa. Situata sulla costa occidentale del Paese, si affaccia sul Golfo di Riga in corrispondenza dell'estuario del fiume Pärnu, che attraversa la città.
È considerata la maggiore località estiva e di villeggiatura dell'Estonia. Vi si trovano numerosi hotel, ristoranti e ampie spiagge soleggiate.
La città è servita da un aeroporto internazionale e da numerosi autobus che la collegano con le principali città europee.

## Storia
Fu fondata 
1241 dai Cavalieri dell'Ordine teutonico. In seguito entrò a far parte della Lega anseatica in quanto il suo porto, privo di ghiacci, era essenziale per la Livonia.
Dopo la Prima guerra del nord (1558-1583) entrò a far parte dell'Impero svedese e dopo la Grande guerra del Nord (1700-1721) divenne parte dell'Impero russo, fino al 1917.
La città vide la nascita dei primi manifesti dell'indipendenza estone nel 1918.
Seguì poi le sorti politiche dell'intera Estonia nel XX secolo.

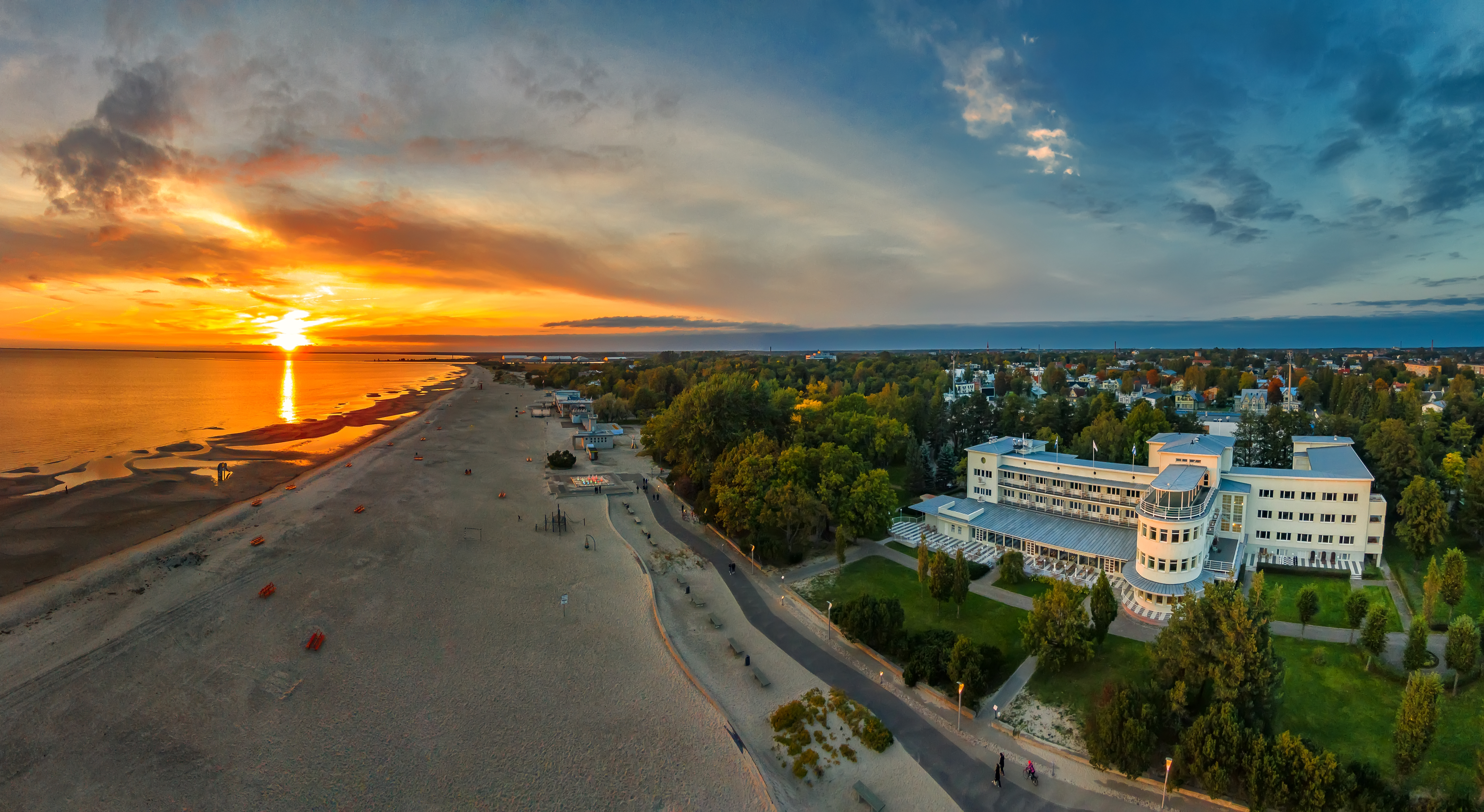
La lunga spiaggia di Pärnu

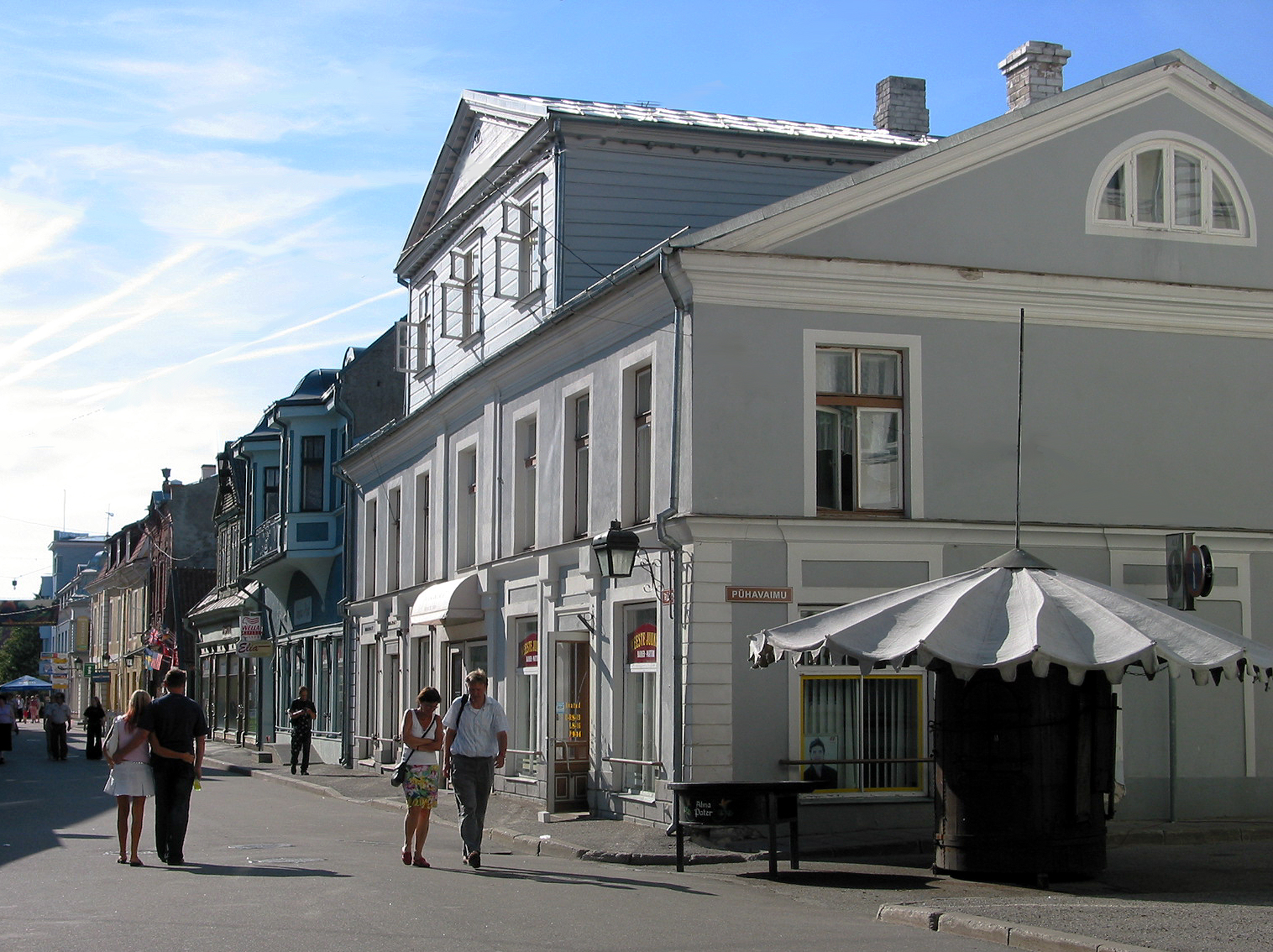
Il centro storico della città

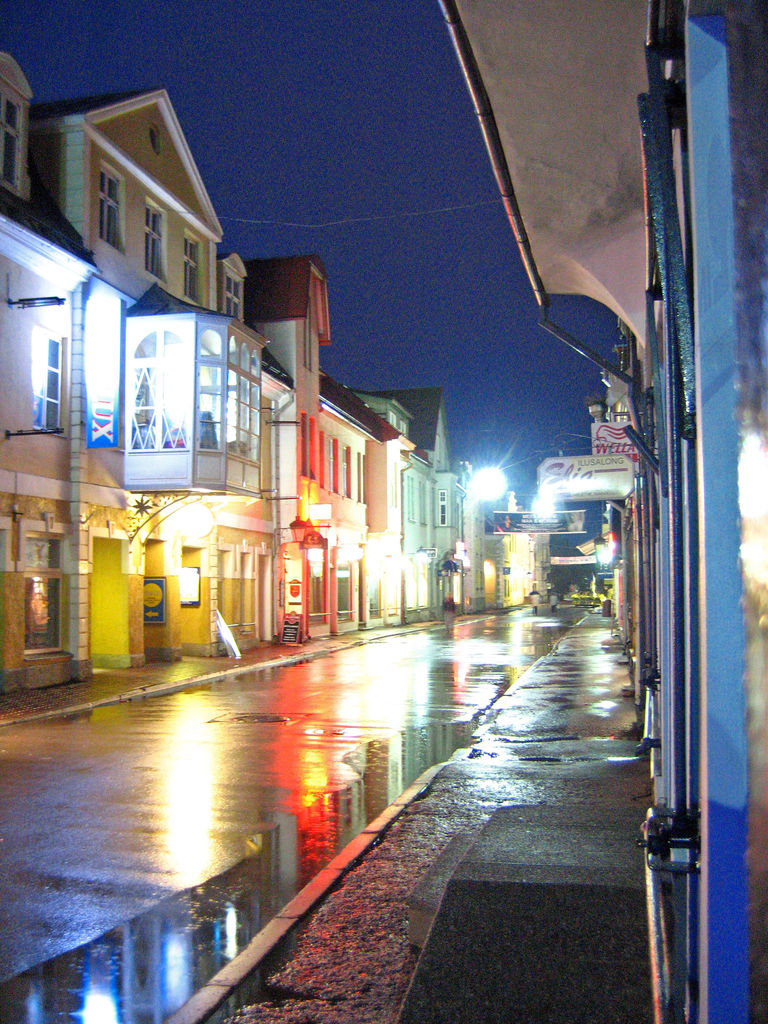
Una via del centro storico di Pärnu, di notte.

## Turismo marittimo e termale
È un'importante località marina della costa estone, con una lunga spiaggia sabbiosa.
Il clima relativamente mite, grazie anche al golfo naturale che la ripara, ne fa una tradizionale località di villeggiatura e di cure termali. Il primo stabilimento balneare venne aperto nel 1838, la città acquisì gradualmente l'aspetto di un centro turistico di fama internazionale che richiamò i suoi turisti e visitatori per i fanghi terapeutici e le sue spiagge dorate.
I sovietici, durante l'occupazione, salvarono solo l'area turistica dalla distruzione. In questo periodo il porto della città venne chiuso ai traghetti stranieri e fu utilizzato solo per la pesca locale. Con il ritorno dell'indipendenza estone, dal 1991, molte parti della città vecchia sono state restaurate e il porto è tornato a vivere.

## Eventi culturali
A Pärnu, nel 1857 vide la luce, o meglio la stampa, il primo giornale in lingua estone: il Pärnu Postimees e fu qui che iniziò la propria attività la poetessa Lydia Koidula.
La città è conosciuta a livello internazionale anche per il Festival del Cinema che richiama attori e registi da mezza Europa. Il Festival dei documentari cinematografici di Pärnu, si tiene annualmente la prima settimana di luglio, vengono proiettati film di tema antropologico e documentari. Si svolge presso il Nuovo Museo d'Arte di Parnu, ed in altre strutture della città

## Monumenti e luoghi d'interesse
Delle fortificazioni del XVII secolo rimane solo la barocca Porta di Tallinn.
Nel centro storico si trovano alcuni edifici barocchi, come la chiesa di Santa Elisabetta e la chiesa di Santa Caterina, e alcuni esempi di Art Nouveau, come la Villa Ammende. Vi è anche un'ampia sala concerti.
La città estone dispone anche di un aeroporto nazionale e di un grande porto turistico, dal quale partono regolari traghetti per le isole Saaremaa, Ruhnu e Kihnu.

## Sport
La città vanta un club che milita in Meistriliiga, il massimo campionato calcistico estone, il Pärnu Jalgpalliklubi Vaprus.